# 羅茲科帕涅
49°24′44″N 29°22′13″E / 49.41222°N 29.37028°E
羅茲科帕涅（烏克蘭語：Розкопане），是烏克蘭的村落，位於該國西南部文尼察州，由文尼察區負責管轄，面積0.5平方公里，海拔高度221米，2001年人口845，人口密度每平方公里1,686.63人。